# Harmonieorkest Concordiavrienden
Het Harmonieorkest Concordiavrienden ontstond op 23 april 1968 uit de fusie van Koninklijke Fanfare De Verenigde Vrienden (opgericht in 1872) en Harmonie Concordia (opgericht in 1899 als Fanfare De Vrijwillige Pompiers). Ze is gevestigd in Kalfort, een gehucht van de Belgische gemeente Puurs-Sint-Amands (provincie Antwerpen).

## Geschiedenis

### Vroege geschiedenis
In 1872 wordt in Kalfort een fanfare opgericht met als naam ‘De Verenigde Vrienden’; vooral omdat het zelfbewustzijn van de recent opgerichte (1857) parochie Kalfort groter werd. Kalfort wilde zelf haar Maria-ommegang opluisteren, iets wat voordien door de harmonie van Puurs gedaan werd. Op 4 maart 1952 ontvangt deze fanfare het predicaat Koninklijk.
In 1899 wordt nog in Kalfort een brandweerkorps met bijbehorend klaroenkorps opgericht: 'De Vrijwillige Pompiers'. In 1922 wordt het aan De Vrijwillige Pompiers door het gemeentebestuur verboden om nog langer de functie van brandweer uit te oefenen. De Vrijwillige Pompiers geven zich echter niet helemaal gewonnen: hun muziekafdeling blijft bestaan, en wordt omgevormd tot 'Fanfare De Vrijwillige Pompiers'. In 1945 wordt de fanfare een harmonieorkest, en wordt ook de naam veranderd in Harmonie Concordia.

### Fusie
Op 23 april 1968 fuseren Harmonie Concordia en Koninklijke Fanfare De Verenigde Vrienden tot 'Koninklijke Harmonie Concordiavrienden'. Deze fusie gebeurt onder druk van imagoproblemen, waarmee overigens veel muziekverenigingen op dat moment kampen, en de daaruit volgende financiële problemen. De fusie brengt soelaas: het harmonieorkest Concordiavrienden neemt een beloftevolle start voor wat betreft ledenaantal en financiën.
Na de fusie wordt met een gift van de Kalfortse wielerclub een groot aantal nieuwe instrumenten gekocht. In deze periode worden bovendien ongeveer 100 nieuwe leden ingeschreven bij de Concordiavrienden.

### Van fusie tot midden jaren 80
In 1969 toont het harmonieorkest voor het eerst haar majorettekorps. Dit majorettekorps trekt jaren samen op met het harmonieorkest.
In 1972 viert het harmonieorkest met grote luister haar honderdjarige bestaan.
Het jaar 1978 is voor het harmonieorkest een van de hoogtepunten uit haar bestaan. Vooreerst wordt de tiende verjaardag van de fusie gevierd. Daarnaast treedt de voltallige harmonie voor het eerst op in het buitenland, in het Oostenrijkse Andelsbuch.
In 1979 wordt een blaaskapel opgericht, uitgedost in fraaie Oberbayern-kostuums. De blaaskapel wordt in geen tijd enorm populair, en dat eist zijn tol. Veel muzikanten geven er de brui aan, omdat het een te intensieve bezigheid is. De blaaskapel sterft een stille dood.
In 1981 wordt een drumband opgericht, genaamd ‘Spaceband’. Deze band klimt in een tijdspanne van vijf jaar op tot een van de beste korpsen van Vlaanderen. In 1987 wordt deze drumband na interne problemen ontbonden. Ook het majorettekorps houdt na achttien jaar op te bestaan.

### Recente geschiedenis
Midden jaren 80 doorworstelen de Concordiavrienden - zoals vele andere muziekkorpsen - een moeilijke periode. De tanende interesse van jongeren voor de blaasmuziek manifesteert zich steeds duidelijker. Om het tij te doen keren, brengt het bestuur drastische wijzigingen aan in de muzikale leiding van het orkest.
Een verschuiving van muziekkorps naar orkest voltrekt zich. Het accent wordt verlegd van marcheren op straat naar het verzorgen van concerten. Kwaliteit wordt belangrijker dan ooit tevoren. De Concordiavrienden geven concerten, voor straatoptredens (met uitzondering van de Kalfortse Maria-ommegang) wordt in 1998 een straatorkestje opgericht: de Big Belly Band.
De dirigentenwissel in 1992 zorgt voor grote veranderingen. De dirigent is tevens muziekleraar, wat ervoor zorgt dat een groot aantal van zijn leerlingen zich aansluit bij het orkest. Dat leidt tot een drastische verjonging. Het muzikantenaantal stijgt op zes jaar tijd van 42 naar 76. Dit aantal blijft stabiel tot 2005. Onder impuls van de dirigent investeert de vereniging aanzienlijk in jeugdopleiding en niveauverbetering. Het harmonieorkest gaat zich verder profileren als een volwaardig orkest. Het volumespel van marsen wordt geruild voor een orkestrale vertolking in een concertzaal.
Tussen 2006 en 2008 komt er een tweede periode van aangroei (met een piek van 93 muzikanten), een rechtstreeks gevolg van de goede prestaties en het goede imago dat het harmonieorkest de voorgaande jaren opbouwde door succesvolle concerten en de indeling bij de hogere afdelingen op de Orkestwedstrijd van de provincie Antwerpen.
In 2016 start de vereniging met een eigen muziekopleiding, en richt ze ook een 'instaporkest' op naast het bestaande harmonieorkest, dat later de naam 'Band for the Future' kreeg. De bedoeling is om ook beginnende muzikanten een plaats te geven waar ze in groep kunnen musiceren.
Met een orkest van meer dan 70 muzikanten behoort het Harmonieorkest Concordiavrienden vandaag de dag tot de grotere amateurorkesten van Vlaanderen.

## Concerten
Naast diverse gastoptredens organiseert het Harmonieorkest Concordiavrienden jaarlijks zelf twee concerten: het ‘In Concert’, met medewerking van een gastartiest (zang of instrumentaal), en een themaconcert.
| jaar | gastartiest 'In Concert'                                 | Najaarsconcert |
| ---- | -------------------------------------------------------- | --- |
| 2025 | Barbara Dex (zang)                                       | |
| 2024 | Astrid Stockman (zang)                                   | Themaconcert: Helden |
| 2023 | Jan de Smet (o.a. zang)                                  | Themaconcert: Sterren |
| 2022 | Gene Thomas (zang)                                       | Geen najaarsconcert wegens deelname aan evaluatieconcert te Haacht                                                                              |
| 2021 | / (Geen concert wegens COVID-19-pandemie)                | Concordiavrienden LIVE |
| 2020 | / (Geen concert wegens COVID-19-pandemie)                | / (Geen concert wegens COVID-19-pandemie) |
| 2019 | Jelle Cleymans (zang)                                    | Concordiavrienden in harmonie met beiaard |
| 2018 | Paul Michiels (zang)                                     | Openingsconcert feestjaar '50 jaar Concordiavrienden'                                                                                           |
| 2017 | Belle Perez (zang)                                       | / |
| 2016 | Ann Van den Broeck (zang)                                | Onze favorieten |
| 2015 | Harmen Vanhoorne (cornet) The White Spirits (gospelkoor) | Kerstsamenzang U sijt wellecome i.s.m. zangkoor 'ZesAcht' (Breendonk, Puurs-Sint-Amands) en vocaal kwartet 'AMVoice' (Puurs, Puurs-Sint-Amands) |
| 2014 | Jean Bosco Safari (zang)                                 | Memories of War. Herinneringsconcert 1914-2014 i.s.m. Gemengd Koor ‘Bacchanten’ (Liezele, Puurs-Sint-Amands)                                    |
| 2013 | Free Souffriau (zang)                                    | oudjaarsconcert (Sylvesterconcert 'Servus!') |
| 2012 | Sofie (zang)                                             | *, gastoptreden op Puurs Zingt |
| 2011 | Günther Neefs (zang) Glenn Van Looy (eufonium)           | Oep den Teevee |
| 2010 | Coco Jr. (zang) Patrick De Smet (percussie)              | Halloween Night |
| 2009 | Paul Michiels (zang)                                     | gastoptreden op Puurs Zingt, kerstconcert |
| 2008 | Jean Bosco Safari (zang)                                 | * |
| 2007 | Jo Lemaire (zang)                                        | sprookjesconcert |
| 2006 | Sandra Kim (zang)                                        | gastoptreden op Puurs Zingt, kerstconcert i.s.m. Gemengd Koor ‘Bacchanten’ (Liezele, Puurs-Sint-Amands)                                         |
| 2005 | Johan Verminnen (zang)                                   | filmconcert |
| 2004 | Berdien Stenberg (dwarsfluit)                            | *, gastoptreden ter gelegenheid van de 60e verjaardag van Chiro Ruisbroek (Puurs-Sint-Amands)                                                   |
| 2003 | Barbara Dex (zang)                                       | Muziekparels i.s.m. Gemengd Koor/Vocal Group Triton Singers (Aartselaar)                                                                        |
| 2002 | Theo Mertens (trompet)                                   | Muziekparels i.s.m. Koninklijke Harmonie Xaverianen (Sint-Amands, Puurs-Sint-Amands)                                                            |
| 2001 | Koen Crucke (zang)                                       | Muziekparels |
| 2000 | Patrick De Smet (percussie) Connie Neefs (zang)          | * |

* geen najaarsconcert wegens deelname aan de Provinciale Orkestwedstrijd (provincie Antwerpen)

## Wedstrijden
De Concordiavrienden namen tussen 1992 en 2012 om de vier jaar deel aan de Provinciale Orkestwedstrijd (provincie Antwerpen). Orkesten werden in categorieën gerangschikt volgens niveau. Het Harmonieorkest Concordiavrienden staat momenteel gerangschikt in de afdeling 'Uitmuntendheid'.
In 1995 haalde het harmonieorkest Concordiavrienden de zilveren medaille op het nationaal muziektornooi van de stad Antwerpen.
In 1999 haalden de Concordiavrienden de eerste prijs op de Internationale Concertwedstrijd Mechelen-Leest.
De Concordiavrienden huren nooit extra muzikanten in.

## De Concordiavrienden en Kalfort
De band tussen het Harmonieorkest Concordiavrienden en Kalfort is zeer hecht. Niet alleen luistert het harmonieorkest jaarlijks de openluchtmis op in de Lichterstraat, die gehouden wordt ter ere van Onze-Lieve-Vrouw Hemelvaart, maar ook de Kalfortse Maria-ommegang (de tweede zondag na 15 augustus). En tijdens de kermisweek, die daags na de ommegang van start gaat, is de harmonie met regelmaat aanwezig, met zowel een kermisconcert als optredens van haar straatorkest ‘Big Belly Band’.